# Planet Earth (programma televisivo)
Planet Earth ("Pianeta Terra" in italiano) sono tre serie di documentari pubblicati nel 2006, nel 2016 e nel 2023 dalla BBC e trasmessi sul canale BBC One (e sul corrispettivo in alta definizione), mentre in Italia su Discovery Channel e sulla piattaforma Mediaset Premium da BBC Knowledge.
Dal 23 marzo 2017 viene trasmessa in prima visione su Rete 4 la serie-evento Planet Earth II con tre appuntamenti in prima serata, con la voce narrante di Andrea Piovan. Dal 20 agosto 2024 viene trasmessa anche la terza serie, sempre su Rete 4.

## Planet Earth
- From Pole to Pole (Da Polo a Polo) - Questo episodio osserva il nostro pianeta come se fosse un'entità unica e considera i principali fattori che hanno modellato la sua storia naturale. Grazie all'applicazione delle tecniche di ripresa aerea, il team segue un milione di caribù durante la scalata delle desolate terre artiche, registra le trasformazioni in seguito alle alluvioni grazie alla tecnica fotografica di ripresa a rallentatore e riesce a catturare i momenti più intimi della vita dell'orso polare, restituendone il ritratto più completo mai ripreso su telecamera.[3]
- Mountains (Montagne)
- Fresh Water (Acque dolci)
- Caves (Grotte e caverne) - In questo episodio viene mostrata la grotta di Villa Luz, dove un ambiente saturo di acido solforico crea un ecosistema diverso.
- Deserts (Deserti)
- Ice Worlds (Mondi di ghiaccio)
- Great Plains (Savane e praterie)
- Jungles (Giungle)
- Shallow Seas (Coste e barriere coralline)
- Seasonal Forests (Foreste)
- Ocean Deep (Abissi)

### Planet Earth: The Future
Oltre alla serie principale furono realizzati altri 3 episodi per trattare i problemi dell'inquinamento:
- Saving Species (Salvando le specie)
- Into the Wilderness (Dentro la natura incontaminata)
- Living Together (Vivendo insieme)

## Planet Earth II
La serie è composta da sei episodi più un episodio "compilation": A World of Wonder.
- Islands (Isole) - La vita dei pochissimi esemplari di bradipo pigmeo tridattilo dell’Isola Escudo nel mar dei Caraibi; la pericolosità del Drago di Komodo delle isole indonesiane; la caccia delle iguane marine di Fernandina nelle Galapagos; la più grande colonia di pinguini pigoscelidi artici dell’Isola Zavodovski; gli albatri che vivono nelle isole vicine all’Antartide; i granchi rossi dell’Isola di Natale.[5][6]
- Mountains (Montagne) - Quattro esemplari di leopardi delle nevi filmati tutti insieme; il volo planare delle aquile reali sulle Alpi francesi (tra cui delle riprese del Cervino e del Monte Bianco[7]); gli orsi grizzly che si dilettano come pole dancers contro gli alberi delle foreste canadesi; lo strabiliante adattamento all’habitat naturale delle linci rosse del Parco nazionale di Yellowstone; le capre nubiane che vivono nel deserto della penisola araba; i fenicotteri delle Ande che per accoppiarsi fanno una danza complicata.[5][8]
- Jungles (Giungle) - Per la prima volta sul piccolo schermo la straordinarietà dei funghi bio-luminescenti brasiliani; la vera prospettiva dell’uccello del Paradiso di Wilson; una sequenza di caccia di un giaguaro nel Rio delle Amazzoni; le agili scimmie ragno nel Guatemala; i colibrì dell'Ecuador in competizione per assicurarsi il nutrimento; la meravigliosa rana di vetro con il cuore in "bellavista"; un esemplare di indri, la specie di lemure con le dimensioni maggiori, nella giungla del Madagascar.[9]
- Deserts (Deserti) - La vita in società delle cavallette del Sud Ovest del Madagascar (nelle riprese, probabilmente, uno dei più grandi sciami mai filmato prima); l’unicità delle talpe dorate del Deserto della Namibia; l’eterna battaglia tra pipistrelli e scorpioni nel Deserto del Negev; zebre migranti nel periodo di siccità del Kalahari; pteroclidi maschi che in Namibia compiono ogni giorno 200 km per portare acqua ai pulcini.[10]
- Grasslands (Praterie) -  La caccia dei leoni nelle paludi del Botswana; la routine del servalo Sudafricano nelle terre selvagge del Karoo; le curiose antilopi saiga, tipiche delle praterie del Kazakhstan; i caribù nella tundra, "terre sterili" canadesi; nel Regno Unito il topolino delle risaie, un vero e proprio acrobata delle piante erbacee; meropidi che sopravvivono grazie ai maestosi elefanti; la vedova codalunga dalla lucida e caratteristica livrea nera in Kenya.[11][12]
- Cities (Le città) - La ricerca dei leopardi di prede addomesticate per le strade della città di Mumbai; la grandissima comunità di falchi pellegrini che vive e sorvola New York; le contese per il territorio dei clan di iene nelle città etiopi; gli stormi di storni che sorvolano la città di Roma; i furbi macachi nelle città indiane; l’unicità del Bosco Verticale ideato da Boeri Studio a Milano e dei Superalberi dei Gardens by the Bay nel cuore di Singapore.[11][13]
- A World of Wonder (Un mondo di meraviglie)

## Planet Earth III
La serie è composta da 8 episodi:
- Coste
- Oceano
- Deserti e praterie
- Acque dolci
- Foreste
- Estremi
- Umani
- Eroi (inedita in Italia)

## Produzione
Il produttore della serie è Alastair Fothergill, mentre i vari produttori sono Andy Byatt, Vanessa Berlowitz, Mark Brownlow, Huw Cordey, Jonny Keeling e Mark Lienfield.
Il narratore della versione britannica è il celebre David Attenborough, autore di centinaia di documentari sulla natura, nella versione americana fu scelta l'attrice Sigourney Weaver. La musica è composta da George Fenton, per la sigla è stata scelta la canzone Hoppípolla dal gruppo musicale islandese Sigur Rós.
Per realizzare questa serie ci sono voluti ben quattro anni e un elevato budget, nonché macchine da presa ad alta definizione. Ogni documentario dura circa un'ora, più i diari di produzione alla fine di ogni episodio.

### Sequel
Dieci anni dopo, nel 2016, la BBC ha annunciato un sequel intitolato Planet Earth II, prima serie televisiva prodotta dalla BBC in Ultra HD (4K) e girata anche grazie all'aiuto di stabilizzatori d’immagine e droni. Oltre tre anni per la realizzazione, 117 spedizioni in 40 nazioni diverse e un totale di 2089 giorni di riprese.
Sir David Attenborough ritorna come presentatore e narratore. Hans Zimmer compone la principale colonna sonora.

## Accoglienza
Il primo episodio From Pole to Pole è stato visto più di ogni altro episodio di una serie televisiva di natura dalla precedente serie di Attenborough e Fothergill, The Blue Planet, nel 2001. I primi 5 episodi hanno attirato un'audience media di 11.4 milioni di spettatori nel Regno Unito. Quando la serie tornò con i restanti episodi dopo una pausa di sei mesi non riuscì ad attirare lo stesso numero di ascolti: gli ultimi sei episodi hanno avuto una media di 6.8 milioni telespettatori ad episodio.
Il primo episodio della seconda serie ha raggiunto i 12.26 milioni di ascoltatori nel Regno Unito, facendolo diventare il documentario naturale più guardato.
Sul sito Internet Movie Database, la prima e la seconda stagione del documentario, rientrano rispettivamente al secondo e al primo posto della lista dei programmi TV con la valutazione più alta.

### Critica
(Daily Mail)
(The Guardian)
(Christopher Hooton, The Independent)
L’unica critica che è stata fatta a Planet Earth II, da alcuni giornali come il New York Times e anche da persone che lavorano nel settore dei documentari sulla natura, è dare l’impressione che le specie selvatiche non siano in pericolo a causa dell’inquinamento e delle attività umane. Facendo credere agli spettatori che esista un «bellissimo, incantevole mondo di fantasia, un’utopia in cui le tigri vagano libere e indisturbate, un mondo in cui l’uomo non è mai esistito», come ha scritto il documentarista Martin Hughes-Games sul Guardian, Planet Earth II non sensibilizzerebbe le persone a preoccuparsi della sorte delle specie animali.

### Importanza conservativa
All'inizio delle riprese, Planet Earth voleva concentrarsi su quei luoghi del nostro pianeta ancora "selvaggi"; più tardi, però, divenne un ambasciatore della conservazione delle specie in pericolo. Infatti, tra le tante specie filmate sono presenti alcune delle creature più rare e minacciate dall'estinzione. Tra queste troviamo il leopardo dell'Amur, il leopardo delle nevi, il cinghiale nano, lo stambecco etiope, il kodkod e l'elefante delle foreste del Congo.